# Too High to Die
Albums de Meat Puppets
Forbidden Places
(1991) No Joke!
(1995)
Singles
1. Backwater
Sortie : mai 1994
2. We Don't Exist
Sortie : juillet 1994
3. Roof With a Hole
Sortie : 1994

Too High to Die est le huitième album studio du groupe de rock alternatif, Meat Puppets. Il est sorti le 25 janvier 1994 sur le label London Records et a été produit par le groupe et Paul Leary (Butthole Surfers).

## Historique
Cet album fut enregistré dans les studios Warehouse de Memphis dans le Tennessee. L'album compte un titre caché, une reprise de Lake of Fire, une chanson datant de leur deuxième album, Meat Puppets II datant de 1984. Ce titre fut rendu populaire grâce à sa reprise par Nirvana (avec Curt et Cris Kirkwood) sur l'album MTV Unplugged in New York.
Les peintures représentées sur le livret sont l'œuvre de Curt Kirkwood et Derrick Bostrom, les illustrations sont de Cris Kirkwood. Cet album est aussi sorti en édition limitée et en vinyle avec une pochette plus colorée et l'ajout du EP Raw Meat.
Il est le seul album du groupe à se classer dans le Billboard 200 et le seul à être certifié disque d'or par la RIAA.

## Liste des titres
- Tous les titres sont signés par Curt Kirkwood sauf mention contraire.

1. Violet Eyes - 3:51
2. Never to Be Found - 4:46
3. We Don't Exist - 3:44
4. Severed Goddess Hand - 2:59
5. Flaming Heart - 4:49
6. Shine - 3:50
7. Station (Cris Kirkwood) - 2:22
8. Roof with a Hole - 3:34
9. Backwater - 3:42
10. Things - 4:06
11. Why? - 4:20
12. Evil Love (Cris Kirkwood) - 3:07
13. Comin' Down - 3:46
14. Lake of Fire (titre caché) - 3:10

## Musiciens
- Curt Kirkwood : guitares, chant principal ;
- Cris Kirkwood : basse, chant sur Station et Evil Love, chœurs ;
- Derrick Bostrom : batterie, percussions.
- Musicien additionnel :
  - Jim Dickinson : Hammond B-3 sur Roof with a Hole.

## Charts & certification
| Pays       | Durée du classement | Meilleur classement |
| ---------- | ------------------- | ------------------- |
| États-Unis | 27 semaines         | 62e                 |

| Pays       | Certification | Ventes    | Date       |
| ---------- | ------------- | --------- | ---------- |
| États-Unis | Or            | 500 000 + | 06/10/1994 |

Charts singles
| Date | Chart                  | Titre          | Classement |
| ---- | ---------------------- | -------------- | ---------- |
| 1994 | Hot 100                | Backwater      | 47e        |
| 1994 | Mainstream Rock Tracks | Backwater      | 2e         |
| 1994 | Alternative Songs      | Backwater      | 11e        |
| 1994 | Pop Songs              | Backwater      | 31e        |
| 1994 | Radio Songs            | Backwater      | 42e        |
| 1994 | RPM Top Singles        | Backwater      | 53e        |
| 1994 | Mainstream Rock Tracks | We Don't Exist | 28e        |